# Moserobie
Moserobie Music Production är ett svenskt jazzskivbolag som bildades 2000 av saxofonisten Jonas Kullhammar.
Distributionen sköttes till en början via bolagets webbplats och genom Kullhammars flitiga skivsamlande och goda kontakter med skivaffärerna i Stockholm, men utvidgades till att täcka hela Norden. 2019 finns över 120 album och CD-boxar i katalogen.
Musiken som ges ut är huvudsakligen svensk jazz, men man har också gett ut några norska grupper, en poesi-skiva samt en skiva med punkbandet The (International) Noise Conspiracy.
Bland andra band i katalogen finns Jonas Kullhammar Quartet, Gilbert Holmström, Nacka Forum, Kullrusk, Torbjörn Zetterberg Hot Five, Moksha, Sonic Mechatronik Arkestra, och Mathias Landaeus House of Approximation, Ludvig Berghe Trio, Daniel Boyacioglu, Per "Texas" Johansson, Fredrik Ljungkvist.

## Delar av diskografin
- Salut – Jonas Kullhammar Quartet
- The Soul of Jonas Kullhammar – Jonas Kullhammar Quartet
- Common Intent – Alberto Pinton
- Torbjörn Zetterberg Hot Five – Torbjörn Zetterberg Hot Five
- Nacka Forum – Nacka Forum
- Terraferma – Alberto Pinton
- Hela Sveriges lilla fästmö – Torbjörn Zetterberg Hot Five
- Ludvig Berghe Trio – Ludvig Berghe Trio
- Plays Loud for the People – Jonas Kullhammar Quartet
- The Visible – Alberto Pinton
- Mechatronycon – Sonic Mechatronik Arkestra
- House of Approximation – Mathias Landaeus
- Förtjänar mer uppmärksamhet – Torbjörn Zetterberg Hot Five
- Kullrusk – Kullrusk
- Fringe People – Mathias Landaeus
- The Very Best – Daniel Boyacioglu
- Saragasso – Lina Nyberg
- Motionemotion – Alberto Pinton
- Weekend – Ludvig Berghe Trio
- Zanussi Five – Zanussi Five
- Snake City North – Jonas Kullhammar Quartet with Norrbotten Big Band
- Eight Tunes We Like – Håkon Kornstad & Håvard Wiik
- Leve Nacka Forum – Nacka Forum
- Gyldene tider Vol.1 – Fredriksson, Kullhammar & Zetterberg
- Gyldene tider Vol.2 – Fredriksson, Kullhammar & Zetterberg
- Gyldene tider Vol.3 – Fredriksson, Kullhammar & Zetterberg
- Please Don't Shoot – Brat
- Spring spring spring spring spring – Kullrusk
- Son of a Drummer – Jonas Kullhammar Quartet
- Tellus – Lina Nyberg
- An Unplayed Venue – Ludvig Berghe Trio
- 48 & Counting – Ludvig Berghe Trio
- Overunity – Sonic Mechatronik Arkestra
- The Half Naked Truth – Jonas Kullhammar Quartet [8-cd-box]
- Party – The Core
- Swedish Wood – Magnus Broo
- Snick snack – Jonas Holgersson
- Du har blivit stor nu (en kamp!) – Nina Ramsby Ludvig Berghe Trio
- Varsågoda och tack – Nina Ramsby Ludvig Berghe Trio
- Konfrontation – Gilbert Holmström (Limited Edition LP)